# Classe Platino
La classe Platino (aussi parfois appelé classe Acciaio) est une sous-classe de sous-marin de la Serie 600 construits pour la Regia Marina durant l'entre-deux-guerres.

## Conception et description
Cette classe est le dernier développement du type 600 comportant des améliorations par rapport à la série précédente, notamment en ce qui concerne les équipements et les aménagements internes, telles qu'une tourelle inférieure pour améliorer la stabilité et réduire la silhouette. Dans l'ensemble, même les bateaux de cette série donnent de bons résultats malgré toutes les limitations imposées par la mauvaise qualité des matériaux utilisés dans la construction en raison de difficultés d'approvisionnement, un défaut commun de la construction italienne de la période de la guerre. 
Le mot Acciaio signifie "acier" et tous les bateaux de cette classe ont été nommés d'après des métaux et des minéraux.

## Navires de la classe
Circonstances de ce qui est advenu des treize unités pendant le conflit :
| Navire    | Constructeur | Lancement         | Circonstances |
| --------- | ------------ | ----------------- | --- |
| Acciaio   | OTO          | 20 juillet 1941   | Torpillé le 13 juillet 1943 par le HMS Unruly                                                                          |
| Alabastro | CRDA         | 18 décembre 1941  | Bombardé le 14 septembre 1942 par l'aviation alliée                                                                    |
| Argento   | Tosi         | 22 février 1942   | Coulé le 3 août 1943 par l'USS Buck                                                                                    |
| Asteria   | CRDA         | 25 juin 1941      | Coulé le 17 février 1943 par les HMS Easton (L09) et HMS Wheatland (L122)                                              |
| Avorio    | CRDA         | 6 septembre 1941  | Coulé le 8 février 1943 par le HMCS Regina                                                                             |
| Bronzo    | Tosi         | 28 septembre 1941 | Capturé le 12 juillet 1943 par des destroyers britanniques                                                             |
| Cobalto   | OTO          | 20 juillet 1941   | Éperonné le 12 août 1942 par le HMS Ithuriel                                                                           |
| Giada     | CRDA         | 10 juillet 1941   | Reddition en septembre 1943                                                                                            |
| Granito   | CRDA         | 7 août 1941       | Torpillé le 9 novembre 1942 par le HMS Saracen                                                                         |
| Nichelio  | OTO          | 12 avril 1942     | Reddition en septembre 1943                                                                                            |
| Platino   | OTO          | 1er juin 1941     | Reddition en septembre 1943                                                                                            |
| Porfido   | CRDA         | 23 août 1941      | Torpillé le 6 décembre 1942 par le HMS Tigris                                                                          |
| Volframio | Tosi         | 9 novembre 1941   | Sabordé pendant l'armistice en septembre 1943, renfloué par les Allemands, coulé en 1944 pendant un raid aérien allié. |

## Historique
Les treize bateaux de cette série mènent une intense activité en Méditerranée, remportant également de brillants succès en 1942 contre des unités militaires et marchandes ennemies.
À l'exception du Giada, du Platino et du Nuchelio qui n'ont pas disparu pendant le conflit, toutes les autres unités sont perdues à cause de la guerre ou de l'armistice.
- Le Bronzo est capturé le 12 juillet 1943 à l'extérieur de Syracuse, alors qu'il émergeait à proximité des forces navales anglaises prises pour des Italiens, car on ne savait pas que l'occupation de cette base avait eu lieu[2]. Nommé P. 714 par les Britanniques, il est ensuite cédé à la Marine française en 1944, qui le rebaptise Narval, puis le désarme en 1948.
- Le Giada (après avoir été rebaptisé temporairement P.V. 2 en 1948) reprend son service complètement modernisé en 1952, il est radié en 1966.
- Le Platino est radié en 1948, tandis que le Nichelio est cédé sous le nom provisoire de Z. 14 à l'URSS en 1949 pour réparation des dépenses de guerre, comme le prévoit le Traité de paix[2].